# パリ条約 (1783年)
パリ条約（パリじょうやく、英: Treaty of Paris, 仏: Traité de Paris）は、1783年にアメリカ独立戦争を終結させた講和条約の1つ。アメリカ合衆国とイギリスの間で結ばれた。

## 概要
イギリスがアメリカの独立を承認し、ミシシッピ川より東をアメリカ領とした。なお、アメリカに与したスペインおよびフランスとの間にはヴェルサイユ条約が結ばれた。
この使節団にはジョン・アダムズ、ベンジャミン・フランクリン、ジョン・ジェイ、ヘンリー・ローレンスがいた。
この戦争によってイギリスのヘゲモニーは制限されたが、イギリスの世界戦略に影響を及ぼすことも無く、勢力は維持された。逆にフランスは、北米植民地戦争の借りを返すことに成功したが、国家財政は底を突き、困窮を極めた。一方アメリカ大陸では、アメリカ独立戦争、フランス革命の連鎖により、中米、南米でも独立の機運が高まって行く。

## 1784年のパリ条約
1783年にはイギリス、フランス、スペイン、アメリカの間で和平が成立したが、イギリスとオランダの間の第四次英蘭戦争は翌年5月20日のパリ条約締結まで続いた。オランダは敗北を認め、ナーガパッティナムをイギリスに割譲した。